# Companion
Companion (bra: Acompanhante Perfeita) é um filme americano de comédia de terror e ficção científica de 2025, estrelado por Sophie Thatcher e Jack Quaid. Eles interpretam um casal em uma viagem de fim de semana com amigos para uma cabana remota, que se transforma em caos após a revelação de que um dos convidados é um robô companheiro (en). O filme é escrito e dirigido por Drew Hancock e produzido por Zach Cregger, Roy Lee, Raphael Margules e J. D. Lifshitz. Lukas Gage, Megan Suri, Harvey Guillén e Rupert Friend também aparecem em papéis de apoio.
O filme estreou nos cinemas no dia 30 de janeiro de 2025 em Portugal e no dia 6 de fevereiro no Brasil, distribuído pela Warner Bros. Pictures. O filme recebeu críticas positivas e arrecadou US$ 36,7 milhões contra um orçamento de US$ 10 milhões.

## Enredo
Uma jovem chamada Iris recorda o momento em que conheceu seu namorado, Josh, pela primeira vez. Mais tarde, eles viajam para uma casa de campo isolada para encontrar amigos: Kat, o casal Eli e Patrick, e Sergey, o namorado de Kat, que é o proprietário da casa. No dia seguinte, Sergey tenta agredir Iris sexualmente à beira do lago, e em legítima defesa, ela o mata. Coberta de sangue e em pânico, retorna à casa tentando explicar o que aconteceu, mas Josh a interrompe dizendo: "Iris, vá dormir."
Iris acorda amarrada a uma cadeira, onde Josh a informa que ela é um robô acompanhante que ele alugou da empresa de robótica Empathix, e que suas emoções e inteligência podem ser controladas por um aplicativo no celular dele. Enquanto Josh está distraído, Iris consegue se soltar, rouba o telefone dele e foge para uma floresta próxima, aumentando sua inteligência de 40% para 100%. Josh admite a Eli e Patrick que ele fez um jailbreak em Iris com uma modificação, aumentando seu nível de agressão e desativando sua incapacidade de causar dano, para que ela pudesse matar Sergey e permitir que ele e Kat roubassem 12 milhões de dólares de seu cofre. Eli e Patrick foram convidados para corroborar a história, mas Josh e Kat insistem que Patrick não deve receber uma parte do dinheiro, pois também é um acompanhante.
Eli pega uma arma do cofre de Sergey e o grupo se divide para encontrar Iris, onde Patrick admite que sabe que é um acompanhante, mas ama Eli independentemente disso. Patrick e Eli encontram Iris, mas durante uma luta, ela atira e mata Eli. Iris tenta escapar no carro autônomo de Josh, mas ele usa o telefone de Sergey para relatar o carro como roubado, fazendo-o parar e trancar Iris dentro. Josh reinicia Patrick para que ele se torne seu acompanhante, desabilita sua incapacidade de causar dano, aumenta sua agressão e o comanda a encontrar e trazer Iris de volta.
Iris é parada por um policial ao sair do carro, mas o recém-violento Patrick mata o policial e leva Iris de volta para a casa. Kat, disgustada com Josh, tenta ir embora com sua parte do dinheiro, mas Patrick a mata. Josh liga para a Empathix pedindo que levem Iris, alegando que ela está apresentando falhas, e depois desabafa com Iris sobre ser um "cara legal". Quando Iris o menospreza, ele diminui sua inteligência para 0%, transformando-a em um autômato, e a força a colocar o braço no fogo com uma vela, antes de ordená-la a atirar em si mesma, o que ela faz, desligando-se.
Quando os funcionários da Empathix, Sid e Teddy, chegam, eles informam Josh que os robôs da Empathix gravam tudo o que experienciam, com as gravações armazenadas na área abdominal; o tiro apenas desativou as capacidades Wi-Fi de Iris. Josh ordena a Patrick que mate os trabalhadores e recupere Iris. Patrick mata Sid, mas antes que possa matar Teddy, Iris reinicia completamente e convence Patrick a poupar Teddy, lembrando-o de seu amor por Eli. De coração partido, Patrick comete suicídio com um prod elétrico.
Agradecido, Teddy concede a Iris o controle total sobre si mesma, libertando-a do controle do aplicativo. Iris retorna à casa e, após uma luta, finalmente mata Josh com um saca-rolhas elétrico. Na manhã seguinte, ela remove a "pele" queimada de sua mão, revelando o hardware de metal por baixo. Enquanto dirige com o dinheiro de Sergey, ela vê outro homem dirigindo com um acompanhante idêntico a Iris. Iris sorri e acena com sua mão robótica, para a confusão do outro acompanhante.

## Elenco
- Sophie Thatcher como Íris
- Jack Quaid como Josh
- Lukas Gage como Patrick
- Megan Suri como Kat
- Harvey Guillén como Eli
- Rupert Friend como Sergey
- Jaboukie Young-White como Teddy
- Matt McCarthy como Sid
- Marc Menchaca como Deputado Hendrix

## Produção
Em fevereiro de 2023, foi divulgado que Companion estava em desenvolvimento pela New Line Cinema, com roteiro de Drew Hancock, que também seria o diretor. Zach Cregger, Raphael Margules, J.D. Lifshitz e Roy Lee foram confirmados como produtores.
Em maio de 2023, foi anunciado que Jack Quaid havia se juntado ao elenco de Acompanhante Perfeita. No mês seguinte, foi confirmado que Harvey Guillén, Lukas Gage, Megan Suri, Sophie Thatcher e Rupert Friend também haviam sido adicionados ao elenco do filme. As filmagens ocorreram nos condados de Dutchess e Putnam, em Nova York, incluindo na vila de Garrison (a casa do lago), e a cidade de Fishkill (as cenas de abertura), Beacon e Putnam Valley. As filmagens foram concluídas em janeiro de 2024. Hrishikesh Hirway(en) compôs a trilha sonora.

## Lançamento

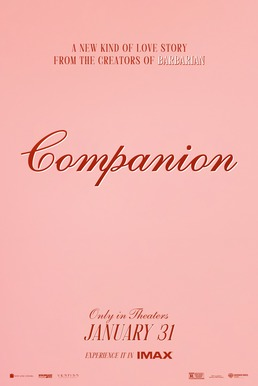
Pôster de divulgação do filme nos Estados Unidos

Acompanhante Perfeita foi lançado pela Warner Bros. Pictures em 30 de janeiro de 2025 em Portugal. O filme foi lançado no Brasil no dia 6 de fevereiro de 2025. No dia 18 de abril de 2025, o filme foi lançado para streaming no Brasil através da plataforma Max.

### Divulgação
O estúdio investiu 29 milhões de dólares na divulgação do filme. O Deadline Hollywood relatou rumores de que a Warner Bros. teria destinado apenas 10 milhões para anúncios na televisão dos Estados Unidos, com dados da iSpot indicando um valor ainda menor, de 830 mil dólares, concentrado principalmente em um comercial exibido durante os playoffs da NFL.
A empresa de análise de mídia social RelishMix informou que as campanhas online geraram 170 milhões de interações nas redes, com os usuários demonstrando uma recepção positiva ao elenco e aos anúncios, que inicialmente sugeriam um romance antes de revelar o verdadeiro gênero do filme.
Segundo uma pesquisa do PostTrak, os materiais de marketing mais influentes para Companion foram os trailers exibidos nos cinemas (27%), recomendações de amigos e familiares (13%), trailers online (8%), comerciais de TV (5%), anúncios em vídeo online (5%) e críticas (5%).

## Recepção
Bilheteira

Logo do filme

Até 23 de fevereiro de 2025, Companion arrecadou 20,1 milhões de dólares nos Estados Unidos e Canadá, e 14,2 milhões em outros territórios, totalizando 34,3 milhões mundialmente.
Nos Estados Unidos e Canadá, Companion foi lançado simultaneamente com Dog Man e Valiant One, com uma projeção de arrecadação entre 8 e 10 milhões de dólares em seu fim de semana de estreia, distribuído em 3.285 cinemas. O filme faturou 4 milhões de dólares no primeiro dia, incluindo uma estimativa de 1,7 milhão de dólares proveniente das pré-estreias na segunda e na quinta-feira. O filme estreou com 9,3 milhões de dólares, terminando em segundo lugar, atrás de Dog Man. Pesquisas de saída indicaram que 43% dos espectadores assistiram ao filme porque foi anunciado como de terror, enquanto 26% foram atraídos pelo elenco. Os homens representaram 51% do público no fim de semana de abertura, com pessoas entre 18 e 34 anos correspondendo a 68%, e os que tinham entre 24 e 34 anos representando cerca de 40%. As salas de IMAX e formatos grandes contribuíram com 34% (sendo que o IMAX representou 1,6 milhão de dólares, ou 17%, da arrecadação inicial). O filme arrecadou 3 milhões de dólares em seu segundo fim de semana e 1,8 milhão em seu terceiro, antes de sair do top 10 da bilheteira na quarta semana. O Deadline Hollywood relatou que o filme precisava arrecadar entre 40 e 50 milhões de dólares nos Estados Unidos para se tornar lucrativo.
Resposta Crítica
| Críticas profissionais | Críticas profissionais |
| Pontuações agregadas   | Pontuações agregadas   |
| Fonte                  | Avaliação              |
| ---------------------- | ---------------------- |
| Metacritic             | 70/100                 |
| Rotten Tomatoes        | 94%                    |
| Avaliações da crítica  |                        |
| Fonte                  | Avaliação              |
| /Film                  | 9 de 10 estrelas.      |
| The Straits Times      | 4 de 5 estrelas.       |
| AdoroCinema            | 3.5 de 5 estrelas.     |
| Financial Times        | 3 de 5 estrelas.       |
| Omelete                | 3 de 5 estrelas.       |
| The Times              | 3 de 5 estrelas.       |
| The Guardian           | 2 de 5 estrelas.       |

No site agregador de críticas Rotten Tomatoes, 94% das 226 críticas são positivas, com uma média de 7,5/10. O consenso do site afirma: "Uma engenhoca astuciosa que não se apoia em seus reveses, Companion empolgantemente insere o insano na felicidade doméstica." O Metacritic, que utiliza uma média ponderada, atribuiu ao filme uma nota de 70 de 100, com base em 40 críticos, indicando "críticas geralmente favoráveis". O público pesquisado pelo CinemaScore deu ao filme uma nota média de "B+" em uma escala de A+ a F, enquanto os entrevistados pelo PostTrak atribuíram 4 de 5 estrelas. No site de banco de dados The Movie Database, onde as avaliações são feitas pelos próprios usuários, o filme possui uma nota de 70%. A maioria dos usuários atribuiu 8 estrelas das 10 possíveis ao filme.
Chris Evangelista, do /Film, deu ao filme a nota 9/10, chamando-o de "o primeiro grande filme de 2025" e elogiando as performances de Thatcher e Quaid, além da originalidade do filme. Whang Yee Ling, do The Straits Times, deu 4/5 estrelas, chamando-o de "uma sátira obscuramente hilária e extremamente divertida sobre relacionamentos abusivos de machistas privilegiados como Josh, que usa e manipula as mulheres". Kevin Maher, do The Times, deu 3/5 estrelas, dizendo que é "basicamente um filme sobre 'namoradas robôs' (pense em Metropolis de Fritz Lang ou Subservience de Megan Fox), mas que começa com uma forma extraordinariamente forte" e elogiou a performance de Thatcher. Stephanie Banbury, do Financial Times, também deu 3/5 estrelas, escrevendo: "Um robô que se volta contra seu controlador humano é uma ideia antiga, mas a atual ansiedade em torno da IA claramente dá a Companion um impacto relevante. De outra forma, oscila entre o cômico e o visceral. As cores são vibrantes, até o título em rosa; o roteirista e diretor Drew Hancock parece querer nos dar política sexual em uma caixa de pipoca, mas com sangue cenográfico."
Benjamin Lee, do The Guardian, foi mais crítico, afirmando que "o filme é mais bem produzido do que bem escrito... com inconsistências convenientes, um tempo de execução curto, mas esticado, e um final um tanto plano, reminiscentes de Terminator, deixando tudo com um ar de indiferença. Para um filme sobre tecnologia avançada, tudo parece horrivelmente simples." Ele deu 2/5 estrelas. Jesse Hassenger, do A.V. Club, deu a nota C+, escrevendo que "as observações de Companion sobre dinâmicas de poder nos relacionamentos são, em sua maioria, apenas Comedy Ex Machina com um leve toque de Her, castrada por uma abordagem muito comercial para um material inerentemente ousado."

## Prêmios e indicações
| Cerimônia                                        | Data de cerimônia    | Categoria                                           | Indicado        | Resultado        | Ref    |
| ------------------------------------------------ | -------------------- | --------------------------------------------------- | --------------- | ---------------- | ------ |
| Festival Internacional de Cinema de Palm Springs | 3 de janeiro de 2025 | Diretores para assistir                             | Drew Hancock    | Venceu           | [ 34 ] |
| The Astra Awards                                 | 3 de julho de 2025   | Melhor Filme de Terror                              | Companion       | Segundo colocado | [ 35 ] |
| The Astra Awards                                 | 3 de julho de 2025   | Melhor Atriz                                        | Sophie Thatcher | Indicado         | [ 35 ] |
| Critics' Choice Super Awards                     | 7 de agosto de 2025  | Melhor Filme de Ficcção Científica/Fantasia         | Companion       | Indicado         | [ 36 ] |
| Critics' Choice Super Awards                     | 7 de agosto de 2025  | Melhor Ator em Filme de Ficção Científica/Fantasia  | Jack Quaid      | Indicado         | [ 36 ] |
| Critics' Choice Super Awards                     | 7 de agosto de 2025  | Melhor Atriz em Filme de Ficção Científica/Fantasia | Sophie Thatcher | Venceu           | [ 36 ] |